# Boris Ivanovič Kurakin
Il principe Boris Ivanovič Kurakin, in russo Борис Иванович Куракин? (Mosca, 31 luglio 1676 – Parigi, 28 ottobre 1727), è stato un nobile e ambasciatore russo.

## Biografia
Era il figlio di Ivan Grigor'evič Kurakin (?-1682), e della sua prima moglie, Feodos'ja Alekseevna Odoevskaja (?-1677). Era il figlioccio di Fëdor III di Russia.
Nel 1682, suo padre venne inviato alla provincia di Smolensk, dove il padre morì di nefrolitiasi (malattie renali). Successivamente, Boris, il fratello Michail e la sorella Marija, vennero affidati alle cure della matrigna.

## Carriera
Dal 1683 divenne membro del cerchio interno di Pietro I. Partecipò alle campagne d'Azov. Nel 1696 fu mandato in Italia per studiare affari marittimi, fortificazioni e matematica.
Dal 1705 al 1706 è stato all'estero per cure mediche. La sua carriera diplomatica iniziò  nel 1707, quando fu inviato a Roma per indurre il papa a non riconoscere il candidato di Carlo XII, Stanislao Leszczyński, come re di Polonia.
Nel 1709 venne nominato comandante del reggimento Semënovskij e partecipò alla battaglia di Poltava.
Dal 1708 al 1712 fu il rappresentante della Russia a Londra, a Hannover e a L'Aia e nel 1713 ricevette il titolo di consigliere, partecipò al Trattato di Utrecht come rappresentante plenipotenziario della Russia.
Nel 1716 fu ambasciatore a Parigi. Il 14 settembre 1714 fu promosso al grado di tenente della Guardia e, in seguito, a maggior generale. Nel 1724 fu inviato come ambasciatore a Parigi.

## Matrimoni

### Primo matrimonio
Nel 1691 sposò Ksenija Fëdorovna Lopuchina (1677-1698), figlia di Fëdor Abramovič Lopuchin e sorella di Evdokija Fëdorovna Lopuchina. Ebbero due figli:
- Tat'jana Borisovna (1696-1757), sposò Michail Michajlovič Golicyn;
- Aleksandr Borisovič (1697-1749), sposò Aleksandra Ivanovna Panina.

### Secondo matrimonio
Nel 1699 sposò la principessa Marija Fëdorovna Urusova (?-1731), figlia di Fëdor Semënovič Urusov. Ebbero tre figli:
- Sergej Borisovič (1700);
- Ekaterina Borisovna (1703-1772), sposò in prime nozze Michail Gavriilovič Golovkin e in seconde nozze il conte Aleksandr Borisovič Buturlin;
- Vasilij Borisovič.

## Morte
Morì il 28 ottobre 1727 a Parigi.